# Jackson Stewart
Jackson Rod Stewart (Jason Earles) es un personaje de la serie Hannah Montana, de Disney Channel. Es el hijo de Robby Ray Stewart, y el hermano de Miley Stewart, quien también es la estrella del pop Hannah Montana.

## Relaciones

### Robby Ray Stewart
Es su padre. casi siempre pasan el tiempo juntos, siempre y cuando el no esté en la escuela o trabajando en Rico's.

### Hannah Montana
Miley y Jackson discuten constantemente, aunque varias veces se ayudan mutuamente. En un episodio, Miley contrata a Jackson como ayudante de Hannah Montana, después de que el hijo de su jefe, Rico, le despide, aunque siempre mete la pata cuando tiene que hacerle un recado a Hannah Montana. Jackson trata de hacerle la vida imposible a Miley. Los dos conocidos hermanos son muy diferentes, pero se tratan igual entre los dos.
Aunque ellos deben admitir que se quieren mucho a pesar de todas las peleas.

### Rico Suave
Jackson trabaja en Rico's, la tienda de surf en la playa. Donde obedece todo lo que le ordena Rico, el hijo de su jefe, que además tiene el nombre del puesto. En el final de la cuarta temporada, le revela que es su amigo.

### Cooper
Es el mejor amigo de Jackson, que solo se le vio en la primera temporada, no obstante es mencionado en temporadas siguientes. Tiene un secreto que solo Jackson y él saben: Es cocinero.

### Thor
Jackson tiene un amigo, Thor, que le avergüenza. Él apareció en la segunda temporada y fue la única en la que se lo vio. Jackson recuerda un momento en que él era el chico nuevo, y que todos se burlaban de él, y entonces hace lo posible para que no le pase lo mismo a Thor.

### Oliver Oken
Oliver es un amigo de Jackson durante la primera, segunda y tercera temporada. En varios episodios se los vio unidos, en lo contrario, en otros se los vio separados. En un capítulo se los vio siendo dueños de una tienda de "carne con queso", en competencia con la tienda de Rico, pero luego cerraron.

### TJ
Es el nuevo vecino de los Stewart cuando se mudan al Rancho. Es el primo de Siena. Para Jackson, es algo irritante, ya que cuando apareció estaba fascinado con su casa, y le usaba todo. Apareció solamente en un episodio.

### Lilly Truscott
En los últimos capítulos se ha fortalezido su relación, llegando a hacerse amigos cuando Jackson la lleva a un partido de basquetbol para su cumpleaños. Anteriormente, Jackson la quería como una hermana, igual a Miley, hasta que se hicieron grandes amigos.

### Siena
Novia de Jackson a partir de la cuarta temporada. Se conocieron en el primer capítulo, ella es modelo de bikinis (Jackson la llama modelo de bi-bi-bi-bikinis) y además es la prima de TJ, el vecino de Jackson. Ella llega llorando diciendo que su novio le corto, y Jackson no duda para ayudarla, puesto que es muy guapa. En el segundo episodio, comienzan a salir, y Jackson queda paranoico porque se da cuenta de que Siena lo quiere tal y como es. En el episodio "No cuentes mi secreto" Siena ve a Hannah en la ventana y cree que Jackson está saliendo con ella otra vez. Al final, Miley le dice el secreto por amor a su hermano de Hannah para no ver a su hermano triste. En el último episodio, ella le regala un auto a Jackson.

## Voces Oficiales
- Adolfo Moreno: España
- Javier Olguín: Latino

- Datos: Q1186288
- Multimedia: Jackson Stewart / Q1186288